# Магнитная ловушка
Магнитная ловушка — пространственная конфигурация магнитного поля, созданная для ограничения движения какого-либо объекта.

## Термоядерный реактор

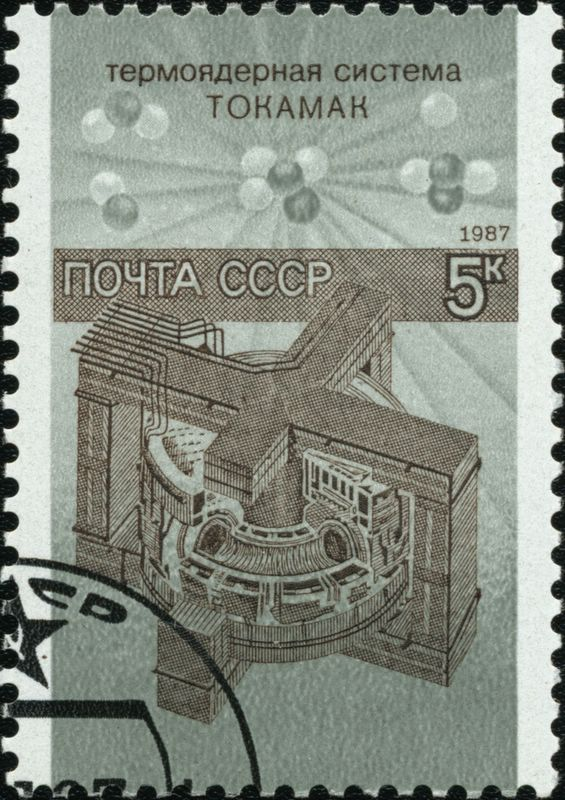
Почтовая марка с изображением термоядерного реактора с магнитным удержанием плазмы

В ядерной физике, при исследованиях термоядерного синтеза, магнитная ловушка используется для удержания плазмы в некотором объёме. Магнитная ловушка призвана удерживать плазму от контакта с элементами термоядерного реактора, то есть используется в первую очередь как теплоизолятор. Принцип удержания основан на взаимодействии заряженных частиц с магнитным полем, а именно на вращении заряженных частиц вокруг силовых линий магнитного поля. Магнитная ловушка обычно создаётся сверхмощными электромагнитами, потребляющими огромное количество энергии. Замагниченная плазма становится диамагнетиком и стремится покинуть магнитное поле, а следовательно стремится выйти из магнитной ловушки.
По способу продольного удержания магнитные ловушки делятся на открытые (например, пробкотроны, амбиполярные ловушки, антипробкотроны, многопробочные ловушки) и замкнутые (например, токамаки и стеллараторы).

## Планетарная магнитная ловушка
Магнитное поле многих планет создаёт вне своей атмосферы условия для продолжительного удержания некоторых заряженных частиц; таких как электроны, протоны, альфа-частицы. Принцип удержания основан на взаимодействии заряженных частиц с магнитным полем, а именно на вращении заряженных частиц вокруг силовых линий магнитного поля с отражением в области полюсов. Магнитное поле Земли также обладает такими свойствами, и благодаря этому создаёт силовое защитное поле от проникновения слабоэнергетических заряженных частиц, излучаемых Солнцем — пространство, в котором заряженные частицы удерживаются магнитным полем Земли, называется геомагнитной ловушкой.

## Левитацияпостоянного магнита
Постоянный магнит, внесённый в магнитное поле определённой конфигурации от другого источника, может устойчиво в нём находиться, преодолевая гравитационные и возмущающие силы. В таком случае говорят о так называемой левитации магнита. Принцип удержания основан на силовом взаимодействии постоянного магнита и магнитных полей. Магнитная ловушка может быть создана как другими постоянными магнитами, так и электромагнитами. В случае левитации над сверхпроводником электромагнитами являются кольцевые токи внутри сверхпроводника, индуцированные перемещением постоянного магнита. Левитация постоянного магнита используется во многих декоративных изделиях. См. также Маглев.